# Іньяціо Абате
Інья́ціо Аба́те (італ. Ignazio Abate, нар. 12 листопада 1986, Сант'Агата-де'-Готі) — італійський футболіст, захисник, півзахисник. Грав за «Мілан» та національну збірну Італії.

## Клубна кар'єра
Вихованець футбольної школи клубу «Мілан». Дорослу футбольну кар'єру розпочав 2003 року в основній команді того ж клубу, провівши по одній грі в рамках розіграшу Кубку Італії та Ліги Чемпіонів.
Наступного року був відданий в оренду до клубу «Наполі». Відіграв за неаполітанську команду наступний сезон своєї ігрової кар'єри, отримавши постійне місце в основному складі команди.
Згодом, протягом 2005—2007 років також як орендований гравець захищав кольори команд клубів «Сампдорія», «П'яченца» та «Модена». Сезон 2007–2008 провів у складі «Емполі».
2008 року уклав контракт з клубом «Торіно», у складі якого також провів лише один сезон, після якого у 2009 повернувся до «Мілана». У складі команди рідного клубу почав регулярно залучатися до «основи», загалом відіграв за «россонері» 10 сезонів, протягом яких взяв участь у 306 матчах в усіх турнірах. Улітку 2019 року контракт 32-річного гравця з клубом завершився і він залишив команду у статусі вільного агента.

## Виступи за збірні
2003 року дебютував у складі юнацької збірної Італії, взяв участь у 5 іграх на юнацькому рівні, відзначившись 1 забитими голами.
Протягом 2005—2009 років залучався до складу молодіжної збірної Італії. На молодіжному рівні зіграв у 16 офіційних матчах, забив 1 гол.
2008 року захищав кольори олімпійської збірної Італії. У складі цієї команди провів 8 матчів, забив 1 гол. У складі збірної був учасником футбольного турніру на Олімпійських іграх 2008 року у Пекіні.
2011 року дебютував в офіційних матчах у складі національної збірної Італії. Наступного року поїхав у її складі на Євро-2012, на якому взяв участь у трьох з шести матчів своєї команди, яка сягнула фіналу, в якому, утім, італійці з великим рахунком (0:4) поступилися збірній Іспанії.
За два роки був учасником тогорічного чемпіонату світу, на якому виходив на поле лише в одній грі групового етапу, в якій італійці неочікувано поступилися команді Коста-Рики. Наступна після мундіалю гра Абате у формі збірної, проведена навесні 2015 року, стала для нього 22-ю та останньою в кар'єрі у національній команді.

## Тренерська кар'єра
2 липня 2021 року Абате був призначений тренером команди «Мілан» U-16.
У сезоні 2021-22 вивів команду до фіналу Скудетто, де програв «Ромі».
5 липня 2022 року «Мілан» оголосив про підвищення Абате до посади тренера команди U-19.
| Дата       | Місто          | Господарі  | Результат               | Гості      | Турнір                | Голи | Примітки |
| ---------- | -------------- | ---------- | ----------------------- | ---------- | --------------------- | ---- | -------- |
| 11-11-2011 | Вроцлав        | Польща     | 0 – 2                   | Італія     | товариський матч      | -    |          |
| 29-2-2012  | Генуя          | Італія     | 0 – 1                   | США        | товариський матч      | -    | 71'      |
| 18-6-2012  | Познань        | Італія     | 2 – 0                   | Ірландія   | ЧЄ 2012 - 1-й етап    | -    |          |
| 24-6-2012  | Київ           | Англія     | 0 – 0 д.ч. (2 - 4 п.п.) | Італія     | ЧЄ 2012 - чвертьфінал | -    | 90'      |
| 1-7-2012   | Київ           | Іспанія    | 4 – 0                   | Італія     | ЧЄ 2012 - Фінал       | -    |          |
| 15-8-2012  | Берн           | Англія     | 2 – 1                   | Італія     | товариський матч      | -    | 86'      |
| 16-10-2012 | Мілан          | Італія     | 3 – 1                   | Данія      | Відбір до ЧС 2014     | -    |          |
| 6-2-2013   | Амстердам      | Нідерланди | 1 – 1                   | Італія     | товариський матч      | -    |          |
| 26-3-2013  | Та-Калі        | Мальта     | 0 – 2                   | Італія     | Відбір до ЧС 2014     | -    |          |
| 31-5-2013  | Болонья        | Італія     | 4 – 0                   | Сан-Марино | товариський матч      | -    | 76'      |
| 7-6-2013   | Прага          | Чехія      | 0 – 0                   | Італія     | Відбір до ЧС 2014     | -    |          |
| 16-6-2013  | Ріо-де-Жанейро | Мексика    | 1 – 2                   | Італія     | Кубок Конфедерацій    | -    |          |
| 19-6-2013  | Ресіфі         | Італія     | 4 – 3                   | Японія     | Кубок Конфедерацій    | -    | 59'      |
| 22-6-2013  | Сальвадор      | Італія     | 2 – 4                   | Бразилія   | Кубок Конфедерацій    | -    | 30'      |
| 6-9-2013   | Палермо        | Італія     | 1 – 0                   | Болгарія   | Відбір до ЧС 2014     | -    | 80'      |
| 15-10-2013 | Неаполь        | Італія     | 2 – 2                   | Вірменія   | Відбір до ЧС 2014     | -    |          |
| 15-11-2013 | Мілан          | Італія     | 1 – 1                   | Німеччина  | товариський матч      | 1    |          |
| 5-3-2014   | Мадрид         | Іспанія    | 1 – 0                   | Італія     | товариський матч      | -    | 46'      |
| 31-5-2014  | Лондон         | Італія     | 0 – 0                   | Ірландія   | товариський матч      | -    | 88'      |
| 4-6-2014   | Перуджа        | Італія     | 1 – 1                   | Люксембург | товариський матч      | -    | 89'      |
| 20-6-2014  | Ресіфі         | Італія     | 0 – 1                   | Коста-Рика | ЧС 2014 - 1-й етап    | -    |          |
| 31-3-2015  | Турин          | Італія     | 1 – 1                   | Англія     | товариський матч      | -    | 60'      |
| Усього     |                | Матчів     | 22                      |            | Голів                 | 1    |          |

## Титули і досягнення
- Чемпіон Італії (1):

«Мілан»: 2010–11
- Володар Суперкубка Італії з футболу (2):

«Мілан»: 2011, 2016
- Віце-чемпіон Європи: 2012